# Cantonul Issigeac
Cantonul Issigeac este un canton din arondismentul Bergerac, departamentul Dordogne, regiunea Aquitania, Franța.

## Comune
| Comune                  | Populație (1999) | Cod poștal | Cod INSEE |
| ----------------------- | ---------------- | ---------- | --------- |
| Bardou                  | 42               | 24560      | 24024     |
| Boisse                  | 246              | 24560      | 24045     |
| Bouniagues              | 534              | 24560      | 24054     |
| Colombier               | 240              | 24560      | 24126     |
| Conne-de-Labarde        | 231              | 24560      | 24132     |
| Faurilles               | 43               | 24560      | 24176     |
| Faux                    | 589              | 24560      | 24177     |
| Issigeac                | 715              | 24560      | 24212     |
| Monmadalès              | 76               | 24560      | 24278     |
| Monmarvès               | 59               | 24560      | 24279     |
| Monsaguel               | 161              | 24560      | 24282     |
| Montaut                 | 118              | 24560      | 24287     |
| Plaisance               | 444              | 24560      | 24168     |
| Saint-Aubin-de-Lanquais | 304              | 24560      | 24374     |
| Saint-Cernin-de-Labarde | 197              | 24560      | 24385     |
| Sainte-Radegonde        | 57               | 24560      | 24492     |
| Saint-Léon-d'Issigeac   | 114              | 24560      | 24441     |
| Saint-Perdoux           | 136              | 24560      | 24483     |